# Старосубхангулово
Старосубхангу́лово (рос. Старосубхангулово, башк. Иҫке Собханғол) — село, центр Бурзянського району Башкортостану, Росія. Адміністративний центр Старосубхангуловської сільської ради.
Населення — 4609 осіб (2010; 4343 в 2002).
Національний склад:
- башкири — 92%

## Видатні уродженці
- Юлчурина Альфія Мурзабулатівна — співачка, народна артистка Республіки Башкортостан.